# Proszowice
Proszowice là một thị trấn thuộc huyện Proszowicki, tỉnh Małopolskie ở nam Ba Lan. Thị trấn có diện tích 7 km². Đến ngày 1 tháng 1 năm 2011, dân số của thị trấn là 6152 người và mật độ 839 người/km².